# Afrostelis aethiopica
Afrostelis aethiopica är en biart som först beskrevs av Heinrich Friese 1925.  Afrostelis aethiopica ingår i släktet Afrostelis och familjen buksamlarbin. Inga underarter finns listade i Catalogue of Life.